# World Series of Poker 2002
 (juillet 2025).
La mise en forme du texte ne suit pas les recommandations de Wikipédia : il faut le « wikifier ».
Les points d'amélioration suivants sont les cas les plus fréquents. Le détail des points à revoir est peut-être précisé sur la page de discussion.
- Les titres sont pré-formatés par le logiciel. Ils ne sont ni en capitales, ni en gras.
- Le texte ne doit pas être écrit en capitales (les noms de famille non plus), ni en gras, ni en italique, ni en « petit »…
- Le gras n'est utilisé que pour surligner le titre de l'article dans l'introduction, une seule fois.
- L'italique est rarement utilisé : mots en langue étrangère, titres d'œuvres, noms de bateaux, etc.
- Les citations ne sont pas en italique mais en corps de texte normal. Elles sont entourées par des guillemets français : « et ».
- Les listes à puces sont à éviter, des paragraphes rédigés étant largement préférés. Les tableaux sont à réserver à la présentation de données structurées (résultats, etc.).
- Les appels de note de bas de page (petits chiffres en exposant, introduits par l'outil «  Source ») sont à placer entre la fin de phrase et le point final[comme ça].
- Les liens internes (vers d'autres articles de Wikipédia) sont à choisir avec parcimonie. Créez des liens vers des articles approfondissant le sujet. Les termes génériques sans rapport avec le sujet sont à éviter, ainsi que les répétitions de liens vers un même terme.
- Les liens externes sont à placer uniquement dans une section « Liens externes », à la fin de l'article. Ces liens sont à choisir avec parcimonie suivant les règles définies. Si un lien sert de source à l'article, son insertion dans le texte est à faire par les notes de bas de page.
- La présentation des références doit suivre les conventions bibliographiques. Il est recommandé d'utiliser les modèles {{Ouvrage}}, {{Chapitre}}, {{Article}}, {{Lien web}} et/ou {{Bibliographie}}. Le mode d'édition visuel peut mettre en forme automatiquement les références.
- Insérer une infobox (cadre d'informations à droite) n'est pas obligatoire pour parachever la mise en page.

Pour une aide détaillée, merci de consulter Aide:Wikification.
Si vous pensez que ces points ont été résolus, vous pouvez retirer ce bandeau et améliorer la mise en forme d'un autre article.
Résultats des World Series of Poker 2002.

## Résultats
| Tournoi                                          | Vainqueur                     | Prix     | Finaliste             |
| ------------------------------------------------ | ----------------------------- | -------- | --------------------- |
| $500 Casino Employee's Limit Hold'em             | David Warga                   | $47,300  | Leon Wheeler          |
| $2,000 Limit Hold'em                             | Mike Majerus                  | $407,120 | David Chiu            |
| $1,500 Omaha Hi-Lo Split                         | Perry Friedman                | $176,860 | Greg Mascio           |
| $2,000 No Limit Hold'em                          | Layne Flack                   | $303,880 | Tom Jacobs            |
| $1,500 Seven Card Stud                           | Phil Ivey                     | $132,000 | Toto Leonidas         |
| $1,500 Limit Omaha                               | John Cernuto                  | $73,320  | Randy Holland         |
| $1,500 Seven Card Stud Hi-Lo Split               | Paul Clark                    | $125,200 | Andrew Prock          |
| $1,500 Pot Limit Omaha                           | Jack Duncan                   | $192,560 | Lindy Chambers        |
| $2,500 No Limit Hold'em Gold Bracelet Match Play | Johnny Chan                   | $34,000  | Phil Hellmuth Jr.     |
| $2,000 H.O.R.S.E.                                | John Hennigan                 | $117,320 | Ben Tang              |
| $2,000 Pot Limit Hold'em                         | Jay Sipelstein                | $150,240 | Barny Boatman         |
| $2,500 Seven Card Stud                           | Dan Torla                     | $115,600 | Bill Gibbs            |
| $3,000 Limit Hold'em                             | John Hom                      | $174,840 | Benny Wan             |
| $1,500 Razz                                      | Billy Baxter                  | $64,860  | Chico Flynn           |
| $2,500 Pot Limit Omaha                           | Jan Vang Sørensen             | $185,000 | Brent Carter          |
| $2,500 Seven Card Stud Hi-Lo                     | Phil Ivey                     | $118,440 | Sirous Baghchehsaraie |
| $3,000 Pot Limit Hold'em                         | Fred Berger                   | $197,400 | Chris Ferguson        |
| $1,500 Ace to Five Lowball                       | Thor Hansen                   | $62,600  | Brian Nadell          |
| $1,500 No Limit Hold'em                          | Layne Flack                   | $268,020 | Johnny Chan           |
| $2,500 Omaha Hi-Lo Split                         | Eddie Fishman                 | $135,360 | Doug Saab             |
| $1,500 Pot Limit Hold'em                         | John McIntosh                 | $177,380 | Mel Weiner            |
| $5,000 Seven Card Stud                           | Qushqar Morad                 | $172,960 | Steven Banks          |
| $2,000 S.H.O.E.                                  | Phil Ivey                     | $107,540 | Diego Cordovez        |
| $5,000 Limit Hold'em                             | Jennifer Harman               | $221,440 | Brian Green           |
| $1,500 Limit Hold'em Shootout                    | Joel Chaseman                 | $96,400  | Gene Timberlake       |
| $1,000 Ladies' Championship                      | Catherine Brown(poker player) | $39,880  | Marie Sohn            |
| $5,000 Pot Limit Omaha                           | Robert Williamson III         | $201,160 | Patrick Bruel         |
| $1,500 Limit Hold'em                             | Meng La                       | $190,920 | Steve Kaufman         |
| $5,000 Omaha Hi-Lo Split                         | Mike Matusow                  | $148,520 | Daniel Negreanu       |
| $3,000 No Limit Hold'em                          | Randal Heeb                   | $367,240 | Sherman Burry         |
| $2,000 1/2 Hold'em, 1/2 Stud                     | Dan Heimiller                 | $108,300 | Ram Vaswani           |
| $5,000 Deuce to Seven Draw No Limit              | Allen Cunningham              | $160,200 | O'Neil Longson        |
| $1,000 Seniors' No Limit Championship            | Bill Swan                     | $134,000 | Mike Sexton           |
| $1,500 Triple Draw Lowball Ace to Five           | John Juanda                   | $49,620  | Paul Phillips         |

## Table Finale du Main Event
| Place | Nom               | Prix       |
| ----- | ----------------- | ---------- |
| 1er   | Robert Varkonyi   | $2,000,000 |
| 2e    | Julian Gardner    | $1,100,000 |
| 3e    | Ralph Perry       | $550,000   |
| 4e    | Scott Gray        | $281,480   |
| 5e    | Harley Hall       | $195,000   |
| 6e    | Russell Rosenblum | $150,000   |
| 7e    | John Shipley      | $125,000   |
| 8e    | Tony D            | $100,000   |
| 9e    | Minh Ly           | $85,000    |